# Polarring-Galaxie

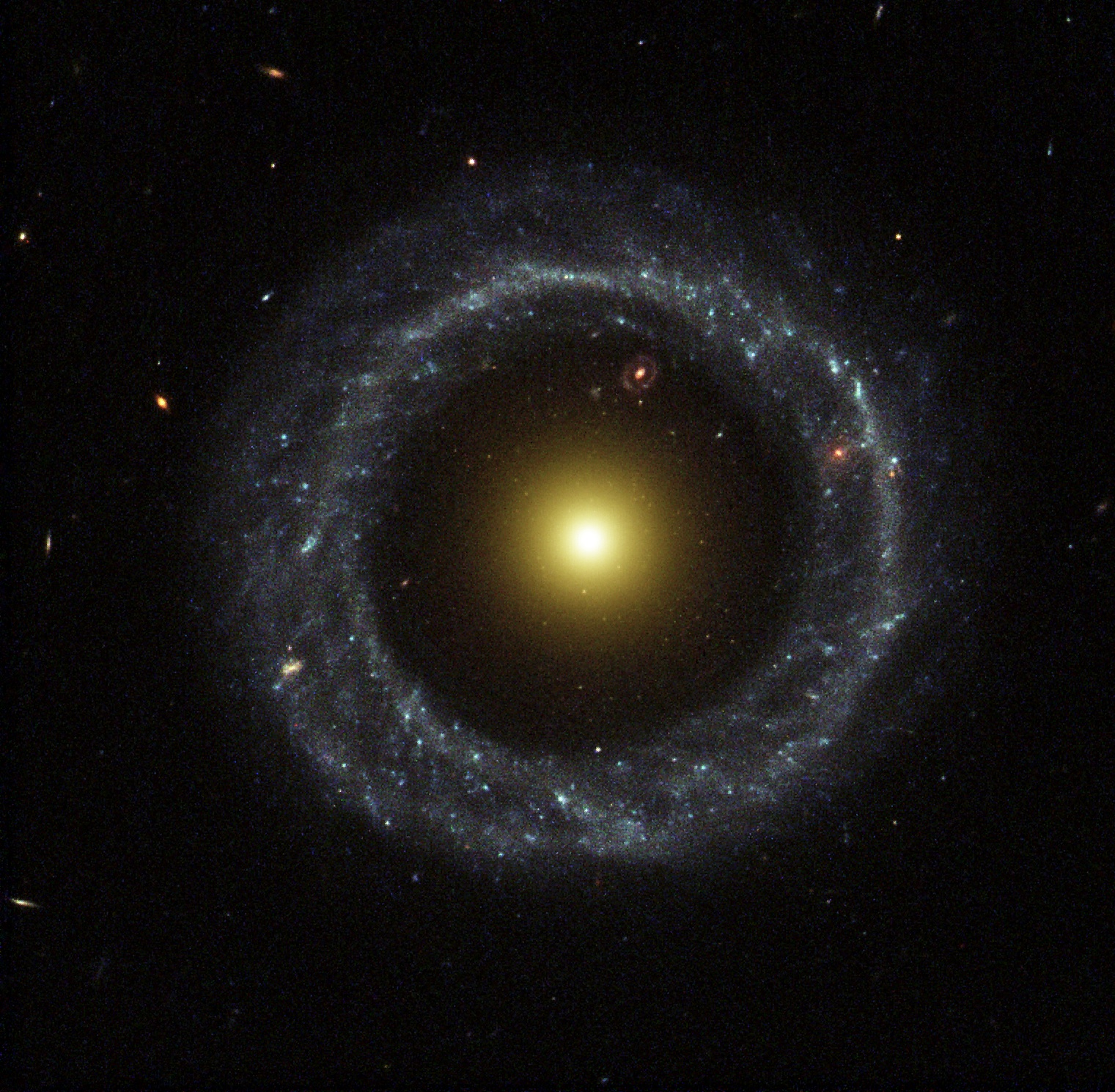
Die 600 Millionen Lichtjahre entfernte Polarring-Galaxie Hoags Objekt

Eine Polarring-Galaxie ist ein seltener Galaxientyp, der durch die Verschmelzung zweier Galaxien entsteht.

## Einordnung
Polarring-Galaxien zählen – wie Gezeitenarm-Galaxien, andere wechselwirkende Galaxien und Zwerggalaxien – zu den Sonderformen von Galaxien bezüglich der Gestalt. Sie bestehen aus einem zentralen länglichen Objekt und einem Ring oder einer Scheibe von Sternen, die sich senkrecht zu diesem Objekt erstrecken, also ‚über den Pol‘ der von der Seite gesehenen Scheibe des zentralen Objekts verlaufen. Die zentralen Objekte sind meist linsenförmig vom Typ S0 in der Hubble-Sequenz, aber auch elliptische oder Spiralgalaxien kommen als Zentralobjekte vor. Auch die Rotationsachsen des zentralen Objektes und der Ringstruktur stehen nahezu senkrecht aufeinander. Anders geartete Galaxienformen mit Ringstrukturen sind Ringgalaxien und manche Balkenspiralgalaxien, im Einzelfall kann die Unterscheidung manchmal schwierig sein.
Bis heute wurden nur etwa 100 Polarring-Galaxien entdeckt. Es gibt Untertypen mit einem großen eher kugelförmigen zentralen Objekt. Sie werden Saturn-Typ genannt. Eine gegensätzliche Variante wird Floppy-Typ oder Sombrero-Typ genannt (siehe Bild NGC 4650A). Bei dieser Ausprägung ist der Ring verhältnismäßig größer und schwerer.
Nach heutigen Erkenntnissen besitzt auch die Milchstraße einen kleinen, aus Gaswolken bestehenden und zu ihrer Rotationsebene senkrecht orientierten Ring. Allerdings ist die Masse dieses Rings sehr gering und genügt damit nicht den Kriterien für eine Einordnung als Polarring-Galaxie.

## Entstehung
Bei der Entstehung einer Galaxie aus Gas in einem einzigen Kollapsvorgang würde sich eine Gasscheibe mit einer bevorzugten Drehrichtung herausbilden, am Kollaps teilnehmende Gaswolken mit anderem Umlaufsinn würden durch Zusammenstöße dem allgemeinen Drehsinn angeglichen. Eine Entstehung in einem Zug von Polarring-Galaxien mit ihrer zueinander senkrechten Rotation von Ring und Zentralgalaxie ist daher unwahrscheinlich.
Polarring-Galaxien werden deshalb als Resultat einer nachträglichen Verschmelzung zweier Galaxien gesehen. In der heutigen Kosmologie nimmt man an, dass Galaxien 'hierarchisch' aus kleineren Einheiten entstehen und immer wieder verschmelzen. Je nach Eigenschaften der beiden verschmelzenden Galaxien und ihrer relativen Bahn können sich dabei Endprodukte sehr verschiedener Eigenschaften bilden, unter günstigen Bedingungen kann sich aber bei einer Verschmelzung das Gas einer kleineren Galaxie statt völlig von der größeren aufgenommen zu werden in eine stabile Bahn senkrecht zur Scheibe der massereicheren Zentralgalaxie setzen und so eine Polarring-Galaxie bilden.

## Bekannte Polarring-Galaxien

### NGC 4650A

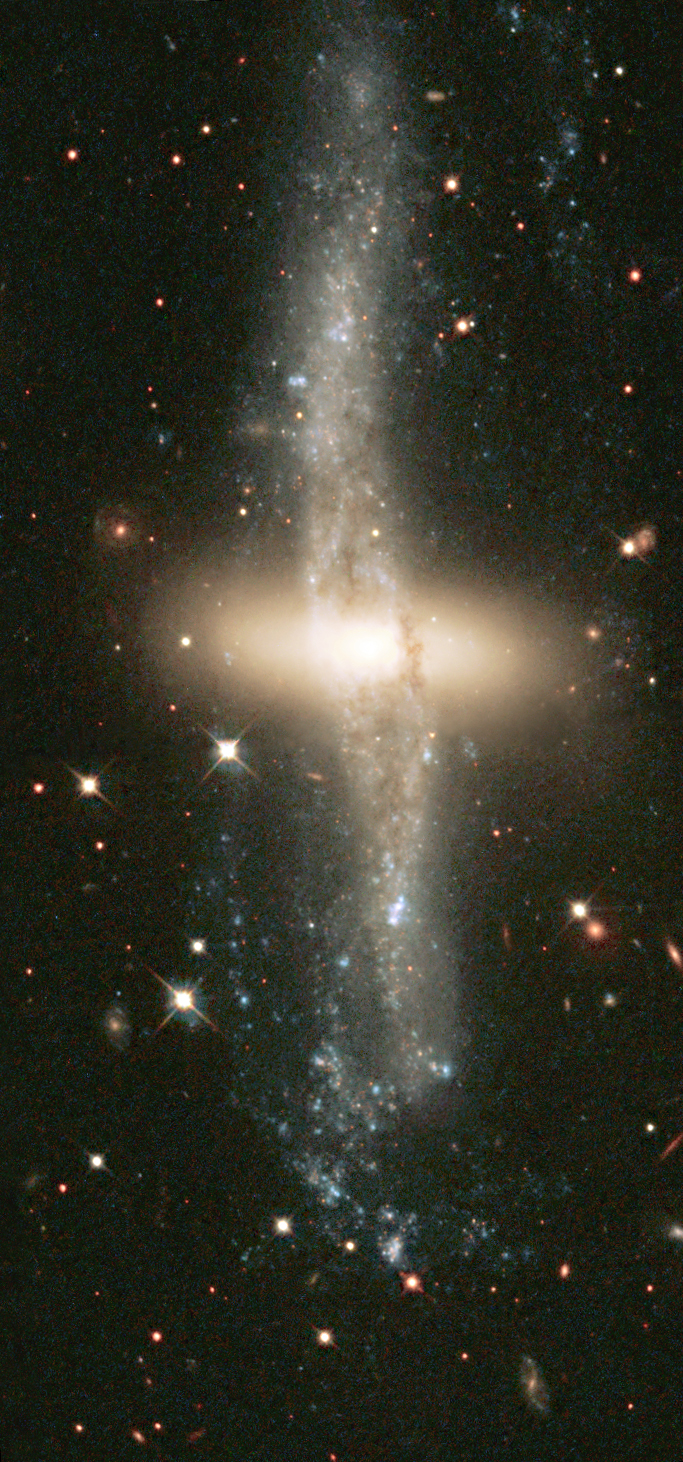
NGC 4650A – Eine Polarring-Galaxie des Untertyps Floppy/Sombrero

Eine der am besten untersuchten Polarring-Galaxien ist NGC 4650A in 150 Millionen Lichtjahren Entfernung. Diese Galaxie wird oft als Prototyp der Klasse angesehen. Der zentrale Teil enthält ältere gelbliche Sterne, fast senkrecht dazu rotiert
ein wesentlich größerer Ring (eigentlich eher eine weite Scheibe als ein dünner Ring) mit jüngeren blauen Sternen.

### Hoags Objekt
Die 600 Millionen Lichtjahre entfernte Polarring-Galaxie Hoags Objekt im Sternbild Schlange wurde 1950 von dem Astronomen Art Hoag entdeckt. Sie hat einen stabilen und gut ausgeprägten Ring mit vielen heißen Sternen. Der Radius des Ringes beträgt etwa 120.000 Lichtjahre. Das Zentrum enthält viele ältere Sterne und hat eine Kugelform.
Nach der Entdeckung dieser damals unbekannten Art von Galaxie vermutete der Entdecker eine optische Täuschung durch eine Gravitationslinse als Erklärung für ihre ungewöhnliche Gestalt. Da für das zentrale Objekt und den Ring später die gleiche Rotverschiebung gemessen wurde, kommt diese Erklärung nicht mehr in Frage. Außerdem zeigten sich bald durch bessere Teleskope die Ballungen im Ring, welche nicht durch eine Gravitationslinse entstehen konnten.
Bis heute ist noch nicht eindeutig geklärt, ob Hoags Objekt eine aus ungewöhnlicher Richtung gesehene Polarring-Galaxie ist. Frühere Theorien schlugen auch eine Entwicklung aus einer instabilen Balkenspiralgalaxie vor. Die Kugelform des Zentrums sprach allerdings dagegen, da Balkenspiralen flache Zentren haben. Da es sich um ein stabiles Gebilde handelt, vermutet man heute auch hier einen Zusammenstoß von Galaxien. Da dieser sich vermutlich schon vor zwei oder drei Milliarden Jahren ereignet hat, ist er nur noch schwer nachzuweisen.

## Polarring-Galaxien und Dunkle Materie
Eines der ersten Anzeichen für die Existenz Dunkler Materie waren die Rotationskurven von Spiralgalaxien.
Die hohen Umlaufgeschwindigkeiten bei großer Entfernung vom Kern sind allein durch die sichtbare Materie nicht erklärbar.
Aus den Rotationskurven in der Scheibe einer Galaxie kann man aber nicht entnehmen, wie der Halo dunkler Materie senkrecht zur Ebene der Galaxie verteilt ist. Polarring-Galaxien ermöglichen im Prinzip eine Messung dieser Verteilung, da die senkrecht zur Galaxie umlaufende Materie des Rings die notwendigen ‚Testteilchen‘ zur Verfügung stellt. In der Praxis ist aber die Analyse dieser Messungen schwierig, so dass noch kein klares Bild entstanden ist, wie rund, abgeplattet oder elongiert dieser dunkle Halo ist.